# Jean-Paul Hurier
Jean-Paul Hurier (né le 22 décembre 1965 à Gisors) est un mixeur, ingénieur du son de cinéma français. 
Il a collaboré ou collabore avec des réalisateurs tels qu' Olivier Dahan, François Ozon, Jacques Audiard, Abdellatif Kechiche, Jérôme Salle, Yvan Attal, Olivier Nakache et Éric Toledano, Jan Kounen, Michel Hazanavicius, Guillaume Canet, Thomas Lilti, Brian De Palma, Alejandro Jodorowsky, Walter Salles, etc. 
Il a contribué à deux films ayant obtenu chacun une récompense lors du festival de Cannes : Un prophète  (2009) et La vie d'Adèle (2013).

## Biographie
Jean-Paul Hurier est né le 22 décembre 1965. 
Avec quelques expériences musicales et après un BTS audiovisuel il fait des études de cinéma au département son de La Femis, dont il sort diplômé en 1995. 
Il a notamment reçu le César du cinéma 2008 du meilleur son pour La Môme d'Olivier Dahan et a été nommé au BAFTA Awards du meilleur son pour ce même film. 
Il a reçu pour Un prophète de Jacques Audiard le prix d Excellence de l' Académie européenne du cinéma (European Film Academy).
Il a reçu le César du meilleur son une seconde fois en 2017 , pour L'Odyssée de Jérôme Salle.
Jean-Paul Hurier est aussi musicien et compositeur de musique de films additionnelles et de documentaires.

## Filmographie partielle
- 2009 : Un prophète de Jacques Audiard
- 2011 : Intouchables d'Olivier Nakache et Éric Toledano
- 2012 : De rouille et d'os de Jacques Audiard
- 2016 : Frantz de François Ozon
- 2019 : La Belle Époque de Nicolas Bedos
- 2021 : Le Trésor du Petit Nicolas de Julien Rappeneau
- 2023 : Une année difficile de Éric Toledano et Olivier Nakache
- 2024 : Le Deuxième Acte de Quentin Dupieux

## Récompenses et distinctions

### Récompenses
- Césars 2008 : César du meilleur son pour La Môme d'Olivier Dahan  (partagé avec Marc Doisne, Pascal Villard et Laurent Zeilig)
- European Film Awards  2009 : Prix d'excellence de l'Académie du film européen pour Un prophète
- Césars 2017 : César du meilleur son pour L'Odyssée de Jérôme Salle (partagé avec Marc Engels, Frédéric Demolder et Sylvain Rety)

### Nominations
- BAFTA Awards 2008 : nomination au British Academy Film Award du meilleur son pour La Môme

- Césars 2010 : Nomination au César du meilleur son pour Un prophète de Jacques Audiard
- Césars 2012 : Nomination au César du meilleur son pour Intouchables de Olivier Nakache et Éric Toledano
- Césars 2013 : Nomination au César du meilleur son pour De rouille et d'os de Jacques Audiard
- Césars 2014 : Nomination au César du meilleur son pour La vie d'Adèle de Abdellatif Kechiche
- Césars 2017 : Nomination au César du meilleur son pour Frantz de François Ozon (partagée avec Martin Boissau et Benoît Gargonne)
- Césars 2018 : Nomination au César du meilleur son pour Le sens de la fête  de Olivier Nakache et Éric Toledano
- Césars 2020 : Nomination au César du meilleur son pour La Belle Époque
- Césars 2021 : Triple nominations au César du meilleur son pour Antoinette dans les Cévennes, Les Choses qu'on dit, les choses qu'on fait et Été 85